# Blasenzähler

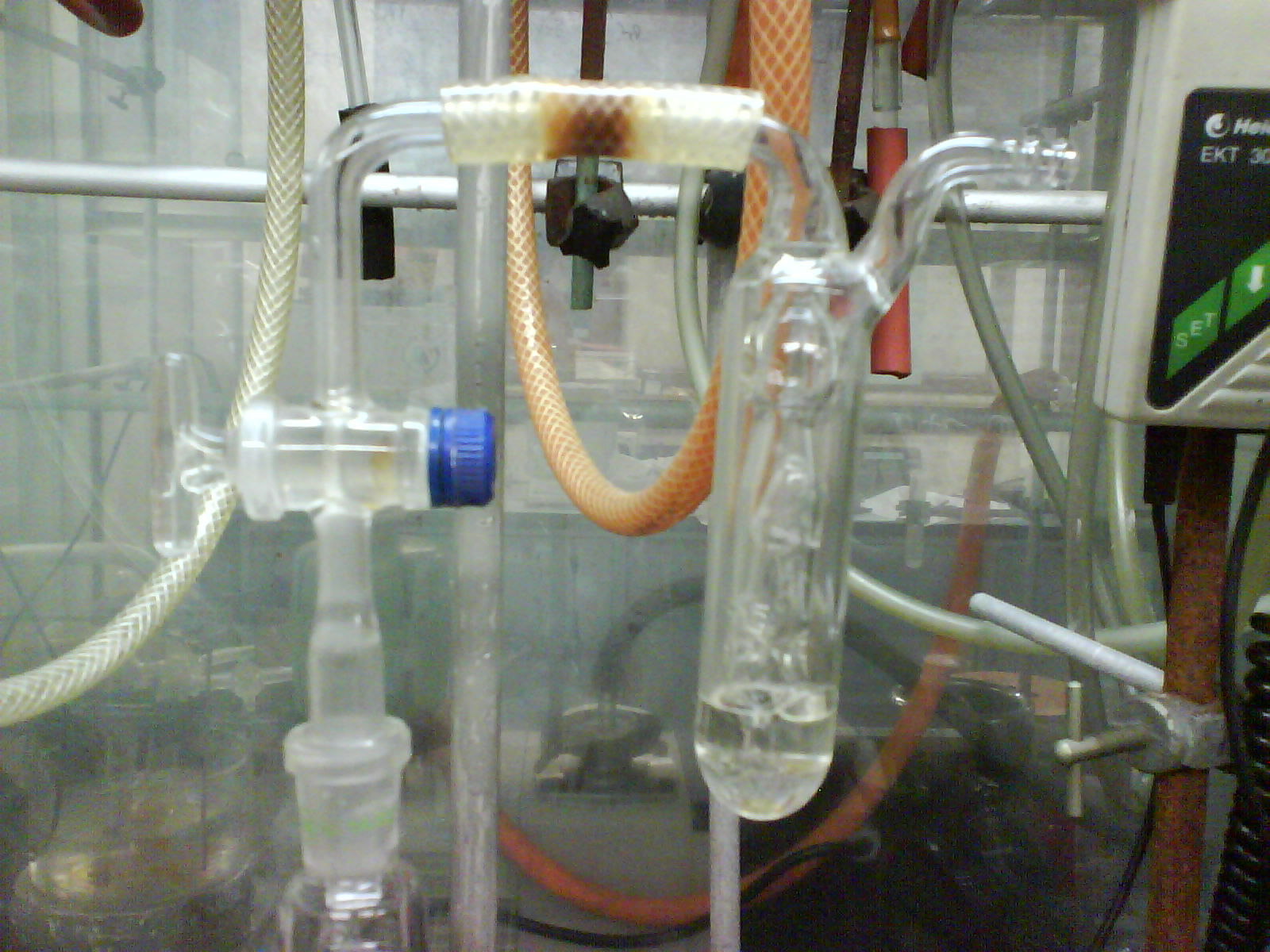
Ein einfacher Blasenzähler mit Silikonölfüllung.

Schematische Darstellung eines Blasenzählers mit Rückschlagventil.

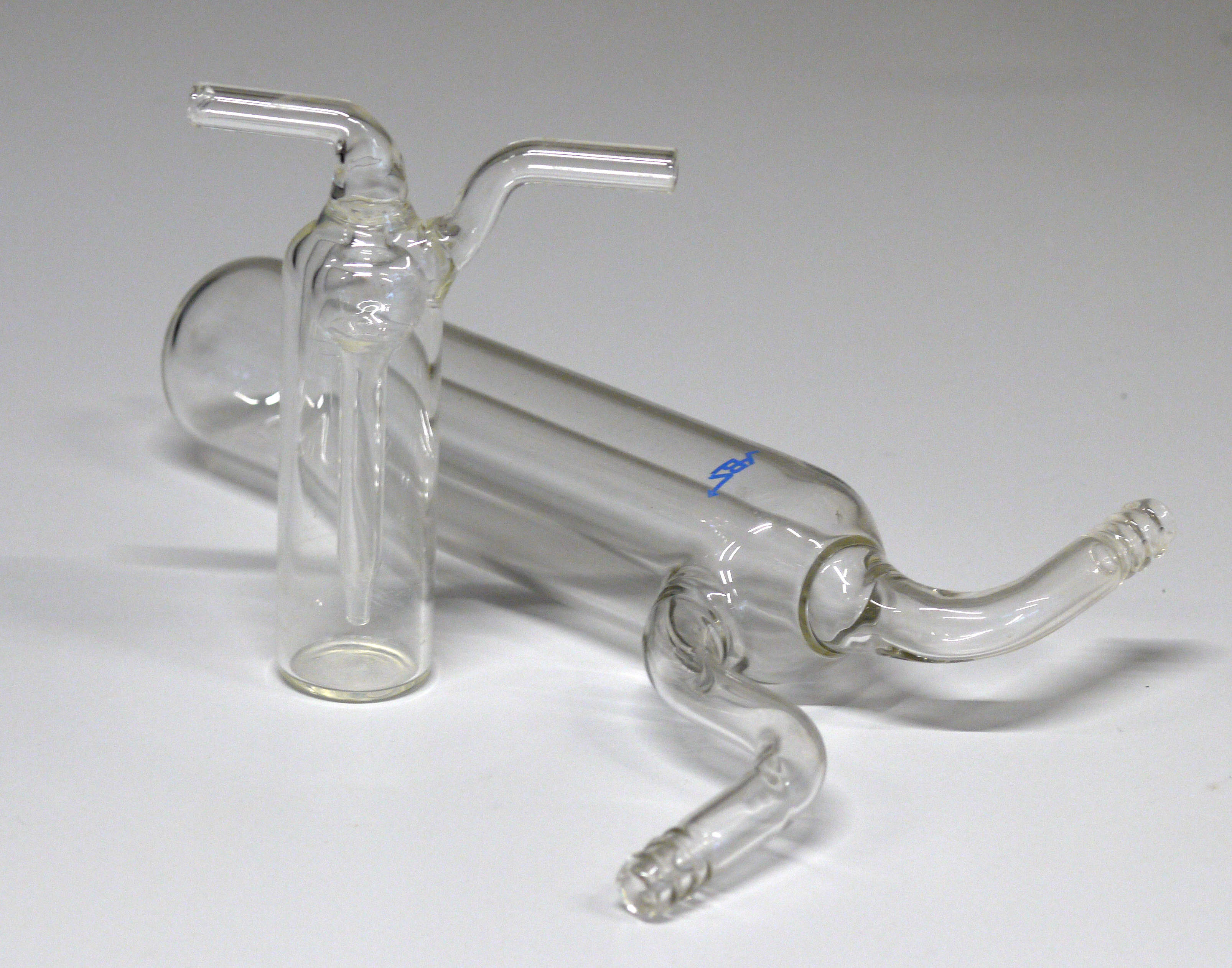
Blasenzähler in zwei Größen

Blasenzähler verwendet man im (chemischen) Labor bei experimentellen Arbeiten mit Gasen, um die Stärke des Gasstromes zu überprüfen.  Aus dem Einleitungsrohr treten Blasen von gleichmäßiger Größe aus, die bei nicht zu großem Gasstrom gezählt werden können. Die Anzahl der Blasen pro Zeitspanne ist ein Maß für die Menge des durch die Apparatur strömenden Gases oder der sich bei einer Reaktion entwickelnden Gasmenge.
Die Sperrflüssigkeit im Blasenzähler sollte so gewählt werden, dass sie nicht mit dem Gas reagiert. Häufig benutzt man Weißöl (Paraffinöl) als Sperrflüssigkeit.